# Туристична база

Український дорожній знак «Туристична база»

Туристи́чна або тури́стська ба́за (скор. турба́за) — підприємство готельного типу, яке надає туристам планових маршрутів (, а за наявності вільних місць — також туристам без путівок) нічліг, харчування та забезпечує туристсько-екскурсійне, культурно-побутове і фізкультурно-оздоровче обслуговування. На відміну від готелів, турбази зазвичай розташовані в сільській місцевості, у курортних зонах та місцевостях із сприятливими природними умовами, і розміщуються у кількох будівлях (так звана павільйонна забудова). Функціонують цілорічно або сезонно.
Автотурба́за — призначена насамперед для автотуристів, має місця для стоянки, миття, огляду та ремонту автомобілів тощо.

## Опис
Турбаза, насамперед, приймає туристів, що здійснюють походи з активними способами пересування: гірські, водні, лижні, пішохідні. Як правило, турбази розташовані в мальовничій місцевості: в гірських ущелинах, на лісових галявинах тощо.
Залежно від маршруту, строки перебування на базі становлять від 1—2 до 24 днів; місткість — від 200 до 1500 осіб. На відміну від будинків відпочинку, пансіонатів і баз відпочинку, на турбазах передбачено переважно активний відпочинок: походи, екскурсії, змагання тощо.
До складу тур зазвичай входять туристичний кабінет, бібліотека, їдальня, є кіноустановка, спортивні споруди, тренажери, пункти прокату туристичного інвентарю та спорядження, медпункт. На базах, які приймають батьків із дітьми, організовано ігрові дитячі майданчики; на автотуристичних базах обладнано місця для стоянки, миття, огляду та ремонту автомобілів. Зазвичай бази туризму розташовані на початку і в кінці туристичних маршрутів, у місцях їх перетину. Деякі бази туризму мають на маршрутах філії та притулки.